# Transvaalbuurt (Amsterdam)

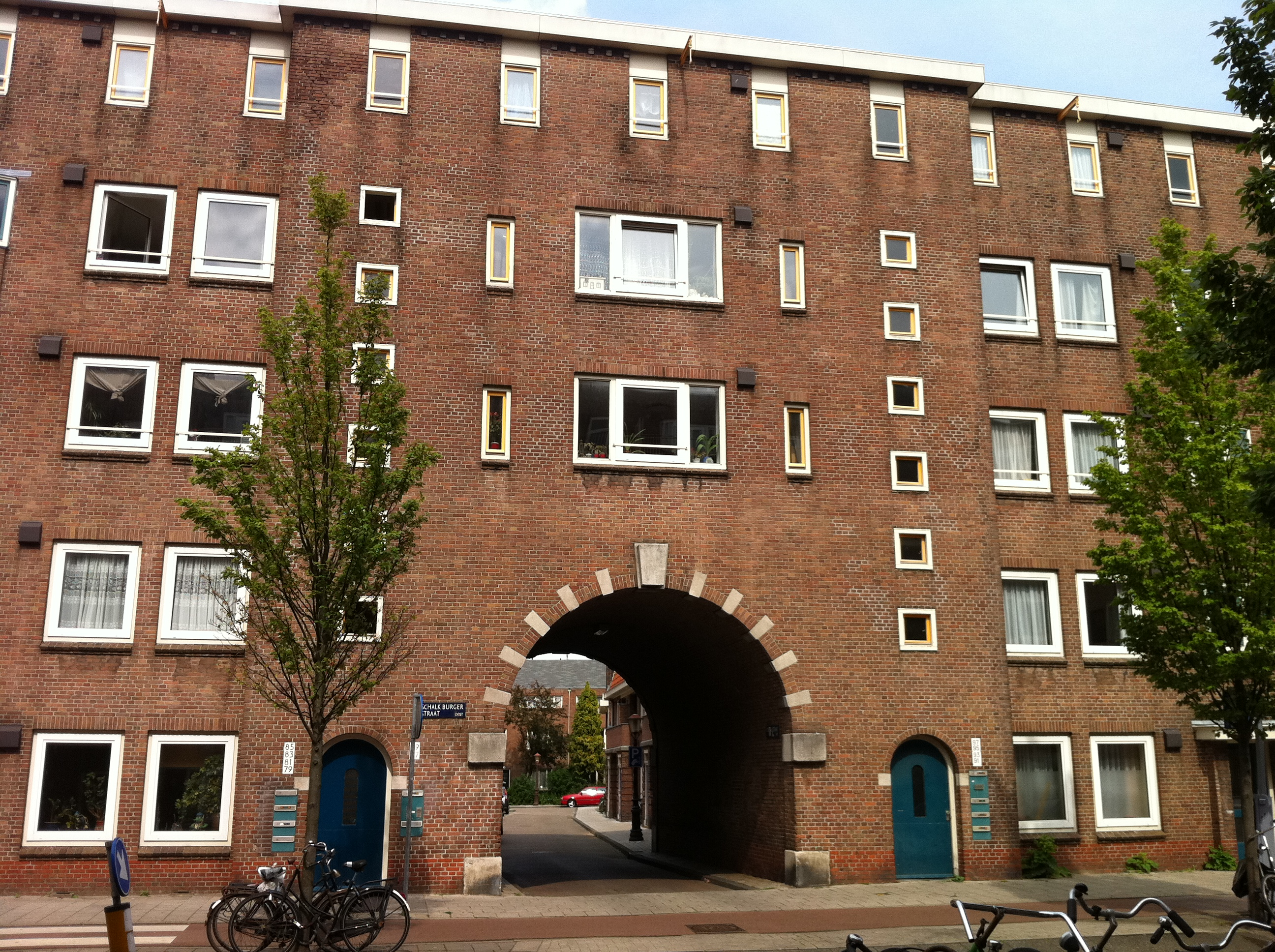
Sociale woningbouw in de Transvaalbuurt van architect Jan Gratama

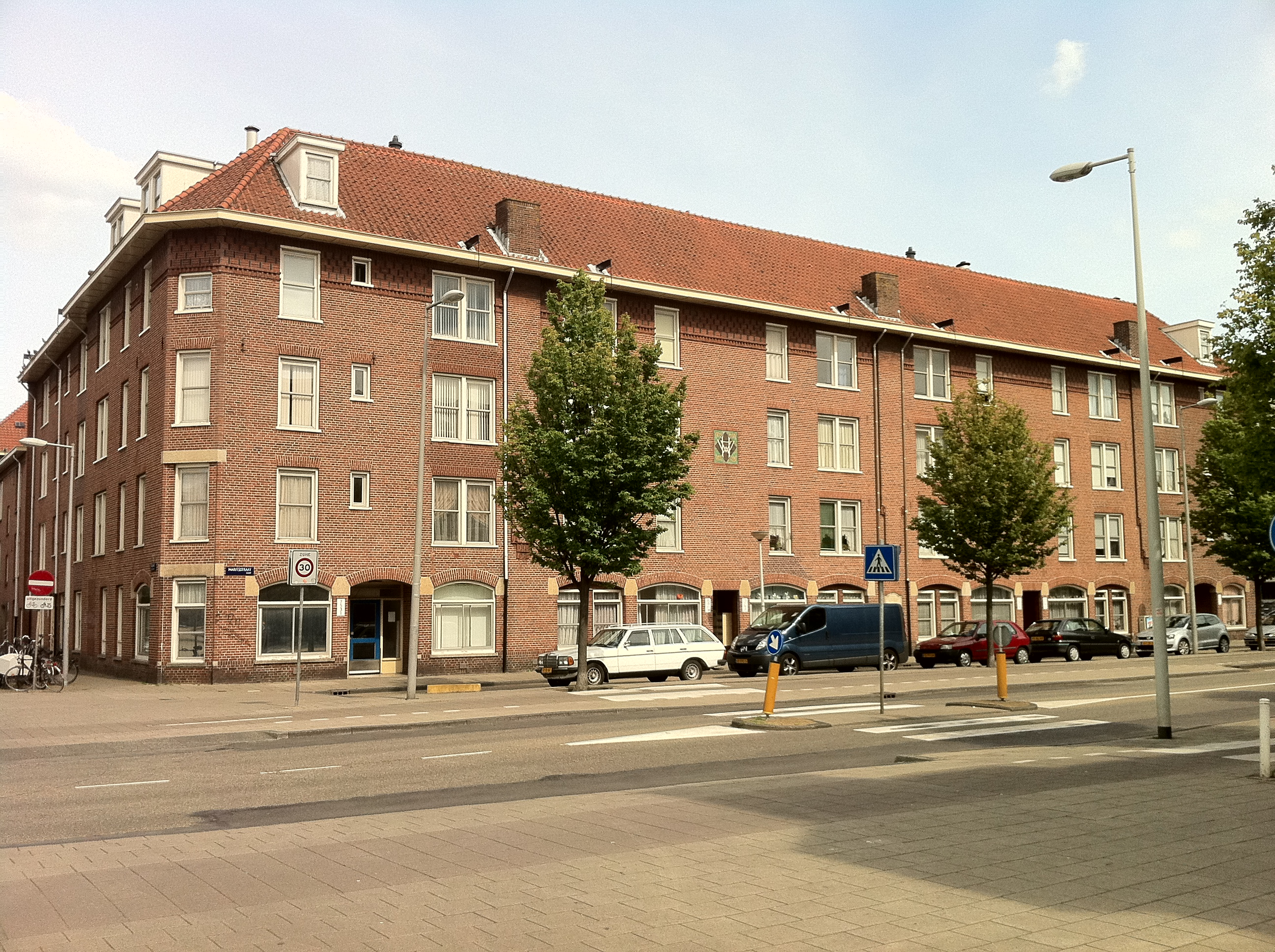
Arbeiderswoningen van Bouwfonds Handwerkers Vriendenkring aan de Maritzstraat

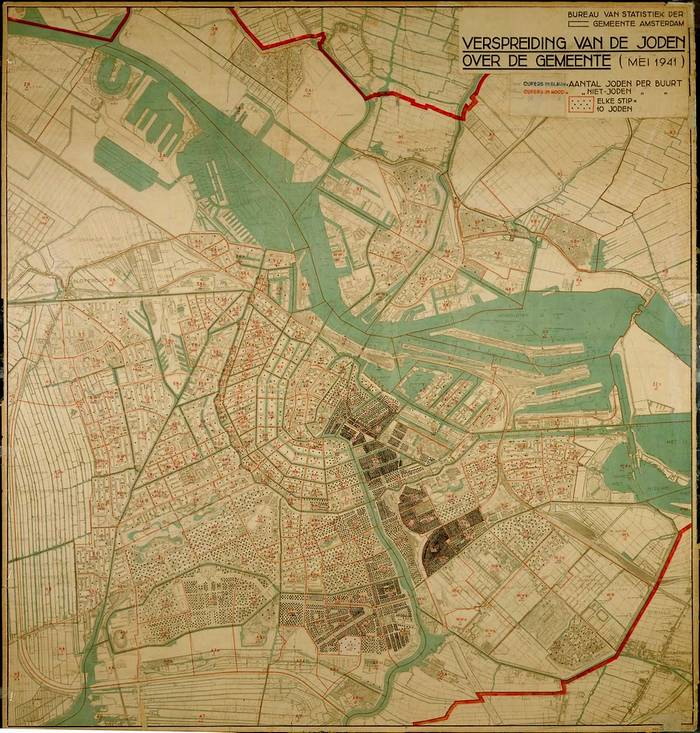
De Stippenkaart, met een zwarte stip voor elke tien Joodse bewoners

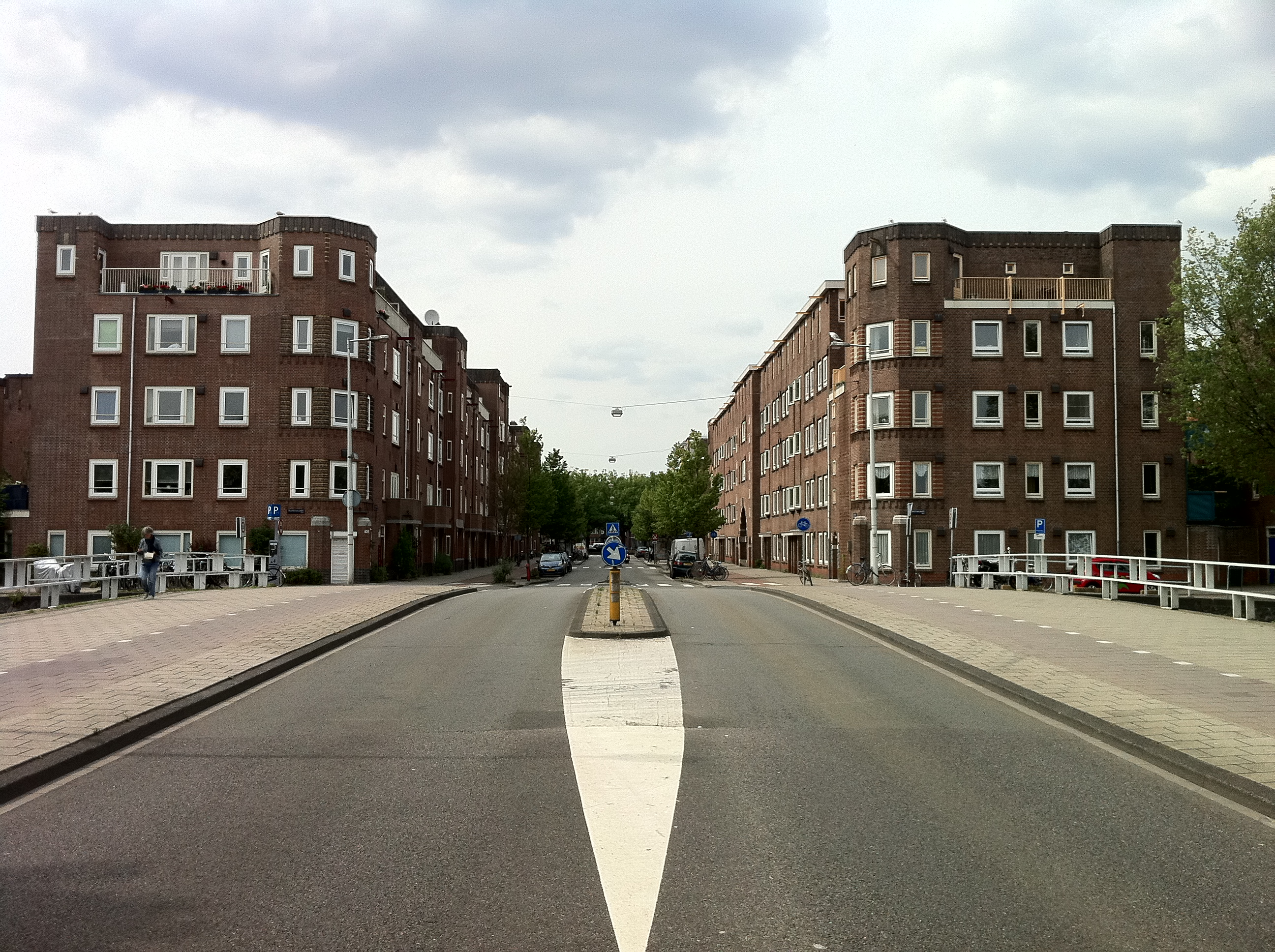
Voor de nazi's was de Transvaalbuurt makkelijk af te sluiten als Jodenkwartier, zoals hier bij de Transvaalkade (kruising met Schalk Burgerstraat)

De Transvaalbuurt of Afrikanerbuurt, of kortweg Transvaal, is een buurt van het stadsdeel Oost van de gemeente Amsterdam, onderdeel van de stad Amsterdam in de Nederlandse provincie Noord-Holland. De buurt ligt tussen de Transvaalkade in het zuiden, de Wibautstraat in het westen, de spoorlijn tussen Amstelstation en Muiderpoortstation in het noorden en de Linnaeusstraat in het oosten. De buurt heeft een oppervlakte van 38 hectare, telt 4517 woningen en heeft 9248 inwoners.

## Oorsprong
De buurt ligt in het westelijke gedeelte van de Overamstelpolder en tot 1896 behoorde het gebied toe aan de gemeente Nieuwer Amstel en was het een smalle uitstulping op de rechter Amsteloever, ingeklemd tussen de Amsterdamse Grensstraat en de gemeente Watergraafsmeer. In 1896 annexeerde Amsterdam het noordelijk gedeelte van Nieuwer Amstel, waaronder ook dit gebied.
De Transvaalbuurt was een stadsuitbreiding en de bouw begon in de jaren 1910–20. Architect Berlage ontwierp het stratenplan: kromme en rechte straten afgewisseld met pleinen en plantsoenen. Veel van de arbeiderswoningen werden gebouwd in de stijl van de Amsterdamse School. Dat deel van de buurt heeft daardoor een eigen gezicht, met bijzondere hoekjes en mooie afwerkingen. Nadeel van deze bouw is dat een groot deel van de woningen relatief klein is.
Aan de basis van de Transvaalbuurt stonden enkele woningbouwverenigingen, die er huizenblokken met sociale huurwoningen bouwden: Het Bouwfonds Handwerkers Vriendenkring, dat voornamelijk woningen bouwde voor joodse Amsterdammers uit gesaneerde krottenbuurten, de Amsterdamsche Coöperatieve Onderwijzers-Bouwvereeniging (ACOB), de katholieke woningbouwvereniging Het Oosten, de christelijke woningbouwvereniging Patrimonium en de Algemene Woningbouwvereniging, die voortkwam uit de sociaaldemocratische beweging. Ook de Gemeentelijke Woningdienst Amsterdam zette hier haar eerste schreden als woningbouwer.

## Geschiedenis
Veel Joden verhuisden naar Transvaal en ook wel naar de Rivierenbuurt toen vanaf de eeuwwisseling tot in de Tweede Wereldoorlog de oude Jodenbuurt rond het Waterlooplein gesaneerd werd. Mede daardoor was de buurt in het begin van de jaren 40 vrijwel volledig Joods, met meer dan 80% joodse bewoners. Op de beruchte Stippenkaart uit 1941, waar voor elke tien Joodse bewoners een zwarte stip geplaatst werd, kleurde met name het noordwestelijk deel in de bocht van het spoor vrijwel zwart. De historica Bianca Stigter noemde Transvaal een fuik waar Joden werden geïsoleerd en afgevoerd. In 1943 dreef de Duitse bezetter de laatste Joodse bewoners in een razzia bijeen en voerde hen af naar vernietigingskampen. Vijfenzeventig jaar later is de buurt een multiculturele buurt, met 50,3% niet-westerse allochtonen. Het is daarnaast een van de kinderrijkste buurten van de stad.
Rond 2005 was de Transvaalbuurt sociaaleconomisch een van de zwakste Nederlandse woonwijken. Het werd in 2007 een zogenoemde vogelaarwijk, kende een relatief hoog werkloosheidscijfer en de gemiddelde woonduur was laag. In 2007 kwam er met veel rijkssubsidie een wijkaanpak op gang door belanghebbenden zoals woningcorporaties, stadsdeelraad, welzijnsorganisatie, politie, bewoners en ondernemers om de veiligheid te verbeteren, de openbare ruimte op orde te krijgen en de lokale economie te stimuleren. In 2011 gaven bewoners hun buurt een 6,9 terwijl dat tien jaar eerder een punt minder was. In 2012 werd de Transvaalbuurt genomineerd voor de Gulden Feniks, een renovatieprijs. Inmiddels is de Transvaalbuurt veranderd van een achterstandswijk in een gentrificerende wijk. De wijkaanpak is niet meer nodig en is daarom eind 2013 opgehouden.

## Openbaar vervoer
Korte tijd heeft de Transvaalbuurt een tramverbinding gehad: van 1942 tot 1944 reed tramlijn 3 naar het Krugerplein. Na 1945 keerde de tram niet terug en de sporen, die slechts twee jaar gebruikt waren, werden in 1953 opgebroken. Vanaf 1965 was er weer openbaar vervoer: buslijn 5 tot 1978 en lijn 56 tot 1987, daarna lijn 37 die anno 2022 nog steeds door de wijk gaat.

## Naam
De naam Transvaalbuurt verwijst naar de namen van straten en pleinen die ontleend zijn aan (geografische) begrippen uit de vroegere Boerenrepublieken Transvaal en Oranje Vrijstaat in Zuid-Afrika. Na de Tweede Boerenoorlog die door de Engelsen was gewonnen, vernoemden veel Nederlandse steden en dorpen straten naar namen van personen en andere begrippen uit de Boerenrepublieken. Jarenlang werd de wijk de ‘Afrikanerbuurt’ genoemd. Rond 1912 veranderde de naam in Transvaalbuurt maar de wijk wordt anno 2014 ook nog steeds vaak Afrikanerbuurt genoemd.
Het Krugerplein vormde het hart van de buurt, en ook centraal ligt de Transvaalstraat die zijn naam kreeg in 1912. Voorts zijn er straten en pleinen vernoemd naar President Steyn, Paul Kruger en Pretorius. Het Pretoriusplein werd decennia later hernoemd, naar de anti-apartheidsstrijder Steve Biko.